# Кузнецов, Георгий Сергеевич
Георгий Сергеевич Кузнецов (1881 — после 1939) — слесарь, член Государственной думы III созыва от Екатеринославской губернии.

## Биография
Православный, из крестьян деревни Зимовьево Гостомльской волости Кромского уезда Орловской губернии. Выпускник 3-классной сельской школы. Служил слесарем в Нижнеднепровских мастерских с годовым окладом в 1 тысячу рублей. Несколько раз был арестован по политическим мотивам и сидел в тюрьме. Так, в 1901 году привлекался при Екатеринославском губернском жандармском управлении к дознанию по обвинению в принадлежности к Екатеринославскому комитету РСДРП и на основании высочайшего повеления от 11 июня 1903 года ему было вменено в наказание предварительное заключение под стражей. Кроме того, он привлекался в 1903 году к дознанию при Харьковском губернском жандармском управлении по обвинению в принадлежности к Сумской революционной организации. Дело это было прекращено на основании высочайшего указа от 21 октября 1905 года. К концу 1907 года общий срок тюремного заключения составил 4 года и 2 месяца. В 1907 году официально числился беспартийным. В момент выборов в Думу был женат.
14 октября 1907 года был избран во III Государственную думу от съезда уполномоченных от рабочих Екатеринославской губернии. Вошёл в состав Социал-демократической фракции. Состоял в думских комиссии по рабочему вопросу и комиссии об изменении действующего законодательства о крестьянах. Сделал заявление о воздержании Социал-демократической фракции от участия в избрании председателя и товарищей председателя Думы и от голосования законопроекта об ассигновании средств на военное судостроение на Балтийском море. Дважды был удалён из Государственной Думы на 2 и 15 заседаний на основании статьи 38 закона о её учреждения. Выступая по поводу запроса социал-демократической Фракции относительно провокатора Хорольского, Кузнецов сказал, что «Мы, социал-демократы, признаём, что рабочие профессиональные союзы должны быть организациями внепартийными. Это не только мнение нашей российской с.-д. рабочей партии, но это мнение и всей международной социал-демократии». С этим высказыванием полемизировал Г. Зиновьев в статье «Несколько слов об отношении социал-демократии к профессиональным союзам». Г. С. Кузнецов, по мнению депутатов Н. С. Чхеидзе и М. И. Скобелева, был самым лучшим рабочим депутатом III Думы
Во время Первой мировой войны рабочий трубочного цеха Лысьвенского металлургического завода Пермской губернии. Глава группы лысьвенских меньшевиков. 7 марта 1917 года избран председателем Лысьвенского Совета рабочих депутатов. 29 марта 1917 года представлял рабочих г. Лысьвы на Всероссийском совещании Советов, проходившем в Петрограде. Введён в качестве представителя Урала в Исполнительный Комитет Петроградского Совета. Один из создателей в городе Лысьве союза металлистов, с мая 1917 года — член правления союза. Позднее был членом союза технических служащих и союза инженеров. 1 июня 1917 года покинул пост председателя Лысьвенского Совета. Был известен как активный «оборонец». После прихода в декабре 1918 года в Лысьву белых уехал из этого района.
Предположительно к нему относятся сведения, что в 1922 году жил в городе Красноярске. Был председателем месткома Губсоюза. 12 октября 1922 года арестован ОГПУ по обвинению в антисоветской агитации. 22 августа 1924 года осуждён коллегией ОГПУ на 3 года ссылки. 14 октября 1997 года реабилитирован по этому делу прокуратурой Красноярского Края. В 1925 году был рабочим на заводе «Серп и молот» в Барнауле. 29 мая 1925 года арестован, 7 августа 1925 года приговорён ОСО при Коллегии ОГПУ за антисоветскую агитацию и «активное отстаивание взглядов меньшевиков» к 3 годам лишения свободы. Но 13 ноября 1925 то же ОСО меру наказания изменило на лишение права проживания в некоторых местностях СССР в течение 3 лет. По этому делу реабилитирован в ноябре 1995 года прокуратурой Алтайского края.
В 1927 году Г. С. Кузнецов проживал в Днепропетровске, где работал рабочим на заводе «Коминтерн». Позже работал мастером термопечей на Никопольском южно-трубном металлургическом заводе в городе Никополь Днепропетровской области, когда 11 октября 1939 года был арестован по обвинению в участии в антисоветской организации; был осуждён на 5 лет исправительно-трудового лагеря (реабилитирован 20 июня 1956).
Дальнейшая судьба и дата смерти требуют уточнения.

## Отзывы
Кузнецов. Меньшевик. Сведущих лиц не признает и всегда к ним находится в оппозиции. По его мнению, наплыв сведующих лиц лишь мешает работе. Выступает по вопросу о железнодорожных служащих, от которых имеет массу благодарственных писем. В каникулы объезжает свой район и везде читает доклады. К партии относится пренебрежительно и часто вносит предложения не допускать в группу представителя Петербургского комитета.
Записка Петербургского охранного отделения. 1910 г.

Ну а чего стоил Георгий Сергеевич Кузнецов, деятель II Интернационала, рабочий-металлист, удивительный мастер на все руки! (Он послужил мне как прототип, когда я писал Казанцева в романе «После бури».) Лишь только через газету «Красный Алтай» он выразил желание сотрудничать с советской властью, как его тут же назначили директором крупного завода на Украине, кажется в Кривом Роге. Но там Георгий Сергеевич не дожил и до 1937 года.
С. П. Залыгин, писатель

### Рекомендуемые источники
- Чабан Николай. Как проходили выборы в Екатеринославе более 100 лет назад. // Зоря-Город. — 2015/2. — N 44(4.11). — С. 6 (Депутата-рабочего преследовали «и белые, и красные»).
- Российский государственный исторический архив. Фонд 1278. Опись 9. Дело 407.